# 普斯科夫湖

流域-水系

普斯科夫湖（俄语：Псковское озеро），爱沙尼亚称之为皮赫克瓦湖，是俄羅斯和愛沙尼亞的湖泊，为佩普西-皮赫克瓦湖南边较小部分。長40公里、寬19公里，面積709平方公里，平均深度3米，最大深度5.3米，海拔高度30米，湖畔城鎮有普斯科夫。